# Felicitas Ruhm
Felicitas Ruhm (* 1. Mai 1936 in Wien) ist eine österreichische Schauspielerin und Hörspielsprecherin.

## Leben
Erste Engagements hatte sie in Graz, Nürnberg, Salzburg und Zürich, wo sie Rollen wie die der Anne Frank, Ophelia, Nestroys Christopherl oder die der Marthe Schwerdtlein spielte und an Tourneen durch Deutschland, Italien und Österreich teilnahm.
Ihr Debüt als Fernsehschauspielerin gab sie 1955 im Drama Seine Tochter ist der Peter unter Regie von Gustav Fröhlich.
Des Weiteren spielte sie mehrmals im Tatort neben Walter Richter mit oder in Karin Brandauers letzten Film Sidonie.
Zu ihren bekanntesten Rollen zählt die der Frau Zischek in der Serie Alfred auf Reisen und die der Frau Lindinger in Der Leihopa (beides mit Alfred Böhm) oder die in Produktionen unter Regie von Bernd Fischerauer, wie Dolles Familienalbum, Regina auf den Stufen als auch Die Wiesingers.

## Filmografie (Auswahl)
- 1955: Seine Tochter ist der Peter
- 1967: Oberinspektor Marek – Mädchenmord
- 1969–1971: Dolles Familienalbum (Serie)
- 1971: Tatort – Der Richter in Weiß
- 1978: Auf freiem Fuß
- 1980: Tatort – Hände hoch, Herr Trimmel!
- 1982: Tatort – Trimmel und Isolde
- 1982: Alfred auf Reisen (ORF TV-Serie in allen 6 Folgen, als Felicitas Ruhm)
- 1984: Heiße Tage im Juli
- 1984–1988: Die Wiesingers (Serie)
- 1985: Der Leihopa (Serie)
- 1988: Wiener Walzer
- 1990: Regina auf den Stufen
- 1990: Sidonie
- 1995: Der Spritzen-Karli

## Hörspiele (Auswahl)
- 1967: Alexander Lernet-Holenia: Glastüren (Patricia) – Bearbeitung und Regie: Friedrich Langer (Hörspielbearbeitung – ORF Wien)
- 1968: Peter von Tramin: Bürgerrecht (das Mädchen Gogo Meier) – Regie: Friedrich Langer (Hörspiel – ORF Wien)
- 1975: Gert Hofmann: Der Mann in den gelben Galoschen – Regie: Wolfgang Stendar (Original-Hörspiel, Kriminalhörspiel – ORF Vorarlberg)
- 1977: Gottfried Keller: Therese – Trauerspielfragment – Regie: Wolfgang Stendar (Hörspielbearbeitung – ORF Vorarlberg)
- 1977: Hermann Friedl: Annemarie K. gibt ihre Kinder zur Adoption frei – Regie: Joachim Engel-Denis (Originalhörspiel – ORF Vorarlberg)
- 1981: Gerhart Hauptmann: Fuhrmann Henschel – Regie: Ferry Bauer (Hörspielbearbeitung – ORF Oberösterreich)
- 1981: Eugene O’Neill: Tran – Regie: Ferry Bauer (Hörspielbearbeitung – ORF Oberösterreich)
- 1990: Helen Meier: Das Haus mit Garten (Nelly) – Bearbeitung und Regie: Konrad Holzer (Hörspielbearbeitung  – ORF Wien)
- 1992: Maria Gornikiewicz: Der Schläfer (Mutter) – Regie: Augustin Jagg (Hörspiel – ORF Wien)

Quelle: Ö1-Hörspieldatenbank